# Ганс Баур
Йоганн «Ганс» Петер Баур (нім. Johann «Hans» Peter Baur; 19 червня 1897, Ампфінг, Баварія — 17 лютого 1993, Герршинг) — особистий пілот Адольфа Гітлера, группенфюрер СС і генерал-лейтенант поліції.

## Життєпис
Йоганн (Ганс Петер Баур народився в Ампфінгу, Баварія в сім'ї поштового урядовця. Середню освіту здобув в одній з мюнхенських гімназій (Erasmus-Grasser-Gymnasium). Після закінчення реального училища в Мюнхені здобув освіту як торговець-комерсант. У 1915 році був призваний в польову артилерію, а після навчився льотній справі на аеродромі Герстгофен-Габлінген під Аугсбургом. Потім служив пілотом двомісного літака в баварському FA (A) 295.
У парі із спостерігачем лейтенантом Георгом Генглем виконав близько 160 розвід-вильотів на штурмовику Hannover CL 111, знищивши при цьому шість французьких літаків. Під час битви на Ені Баур і Генгль були збиті за британською лінією фронту і взяті в полон, але незабаром були відбиті назад в результаті атаки вюртемберзького піхотного полку. Під час полону внаслідок газової гангрени Бауру була ампутована нога. Операцію провів зубний технік, а в якості анестезії служила місцева самогонка. Баур успішно переніс цю операцію.
Всього екіпаж у складі Баура і Генгля здобув 6 офіційних перемог і ще 3 непідтверджені. При цьому 4 літаки були збиті в одному бою 29 жовтня.
| № п/п | Дата       | Тип збитого літака | Район падіння  | Время | Авіачастина переможця |
| 1     | 17.07.1918 | Spad               | Форе-де-Куртон | 10:10 | FA(A)295              |
| 2     | 17.07.1918 | Spad               | Форе-де-Куртон | 10:02 | FA(A)295              |
| н/п   | 20.08.1918 | Breguet XIV        |                |       | FA(A)295              |
| 3     | 22.10.1918 | Breguet XIV        | Баррикур       |       | FA(A)295              |
| 4     | 22.10.1918 | ворожий літак      |                |       | FA(A)295              |
| 5     | 29.10.1918 | Spad               |                |       | FA(A)295              |
| 6     | 29.10.1918 | Spad               |                |       | FA(A)295              |
| н/п   | 29.10.1918 | Spad               |                |       | FA(A)295              |
| н/п   | 29.10.1918 | Spad               |                |       | FA(A)295              |

Після підписання Німеччиною Версальського миру в 1919 році Баур був зарахований в один з добровольчих напіввійськових корпусів під командуванням Ф. К. фон Еппа. Далі в період з 1921 по 1923 роки працював пілотом спочатку в Bayrische Luftlloyd, потім в Junkers Luftverkehr. У травні 1926 року став одним з шести перших пілотів компанії Lufthansa. Тоді ж вступив в НСДАП (квиток № 48 113).
У 1932 році за рекомендацією Генріха Гіммлера і Рудольфа Гесса Ганс Баур був призначений особистим пілотом фюрера, а в 1934 році також очолив урядову ескадрилью, яка підпорядковувалася безпосередньо керівництву НСДАП і імперському урядові. Зокрема, у 1939 році пілотував Fw 200 «Condor», що доставив в Москву на переговори імперського міністра закордонних справ Йоахіма фон Ріббентропа.
Льотчик користувався гарним ставленням Гітлера і супроводжував його у всіх поїздках. Останній раз політ з Гітлером здійснив у грудні 1944 року при перенесенні ставки із Растенбурга в Берлін (після цього Гітлер літаками більше не літав). На початку 1945 року проводив випробування новітнього літака Ju 290. У квітні-травні 1945 року під час боїв у Берліні Ганс Баур постійно перебував у бункері фюрера при Імперській канцелярії. Після самогубства Гітлера він спробував прорватися на Захід, але 2 травня був узятий в полон радянськими військами і вивезений до Москви.

## Суд
Протягом п'яти наступних років Баур знаходився в Бутирській в'язниці. Потім 31 травня 1950 року військовий трибунал військ МВС Московського округу засудив його до 25 років ув'язнення в таборах. Був направлений до табору військовополонених № 388 в Сталіногорск, працював на шахті № 26. Проте вже 8 жовтня 1955 року Баур був переданий владі ФРН і звільнений.
У 1971 році він написав мемуари «З владою між небом і землею» (нім. Mit Mächtigen zwischen Himmel und Erde). Помер Ганс Баур в 1993 році. Похований у Мюнхені.

## Родина
Баур був тричі одружений.
- Перша дружина — Ельфріда. Одружилися в 1923 році, протягом року після весілля народилась дочка Інгеборг. Ельфріда померла від раку в 1935 році.
- Друга дружина — Марія. Свідком на весіллі виступив Адольф Гітлер. Померла під час війни.
- Третя дружина — Кресенція. Пережила свого чоловіка.

## Нагороди

### Перша світова війна
- Залізний хрест 2-го і 1-го класу
- Медаль «За відвагу» (Баварія) в сріблі (липень 1918)
- Військовий хрест «За заслуги» (Баварія) 3-го класу з короною і мечами
- Нагрудний знак військового пілота (Баварія)
- Нагрудний знак пілота (Османська імперія)
- Почесний кубок для переможця у повітряному бою
- Пам'ятний знак пілота
- Нагрудний знак «За поранення» в чорному

### Міжвоєнний період
- Нагрудний знак пілота Люфтганзи
- Срібний і бронзовий орел за 100 альпійських рейсів
- Премія Левальда (березень 1932)
- Золотий почесний знак Люфтганзи за 1 мільйон повітряних кілометрів (вересень 1933)
- Почесний хрест ветерана війни з мечами
- Спортивний знак СА в бронзі
- Йольський свічник (16 грудня 1935)
- Цивільний знак СС
- Кільце «Мертва голова»
- Почесна шпага рейхсфюрера СС
- Почесний кинджал члена штабу рейхсфюрера СС
- Почесний кут старих бійців із зіркою
- Медаль «У пам'ять 13 березня 1938 року»
- Медаль «У пам'ять 1 жовтня 1938»

### Друга світова війна
- Командор ордена Заслуг (Угорщина) (1941)
- Орден «Святий Олександр» (Болгарія) (1941)
- Кавалер ордена Корони Італії
- Медаль «За вислугу років в НСДАП» в бронзі та сріблі (15 років)
- Данцизький хрест 2-го класу
- Орден Корони Румунії (квітень 1942)
- Кавалер Великого хреста ордена Білої троянди (Фінляндія)
- Орден Хреста Свободи (Фінляндія) 2-го класу з мечами (4 червня 1942)
- Золотий партійний знак НСДАП (1943)
- Орден Корони короля Звоніміра 1-го класу (Хорватія) (1943)
- Медаль «За вислугу років у СС»
- Комбінований Знак Пілот-Спостерігач в золоті з діамантами

## Галерея

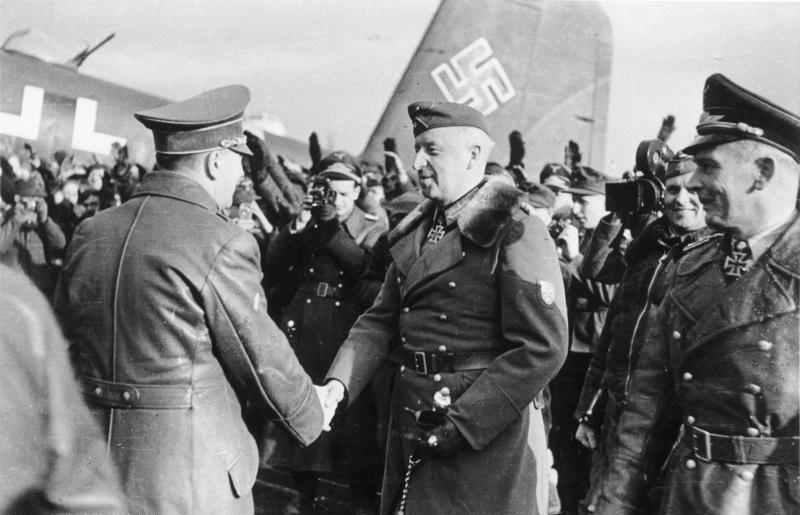
Гітлер вітається з Еріхом фон Манштейном під час зустрічі з командувачами групи армій «Південь» (Запоріжжя, 10 березня 1943). Баур - другий праворуч.